# آنتال کوواچ
آنتال کوواچ (مجاری: Kovács Antal؛ زادهٔ ۲۸ مه ۱۹۷۲) جودوکار اهل مجارستان بود.
وی در مسابقات کشوری و بین‌المللی در مجموع برندهٔ ۲ مدال طلا، ۲ مدال نقره، ۵ مدال برنز شده‌است.